# Schlacht um Anzio
Schlacht um Anzio (Alternativtitel: Anzio, Originaltitel: Lo sbarco di Anzio) ist ein US-amerikanisch-italienischer Kriegsfilm aus dem Jahr 1968. Die Regisseure Edward Dmytryk und Duilio Coletti inszenierten einen Film, der die reale Landung der alliierten Truppen bei Anzio (Operation Shingle) zur Grundlage hat. Das Drehbuch basiert auf einem Roman von Wynford Vaughan-Thomas. Deutschland-Premiere war am 3. September 1968.

## Handlung
Am 22. Januar 1944 landen im Rahmen der Operation Shingle alliierte Truppen bei Anzio. Dabei werden Einheiten der United States Army Rangers von dem zynischen Kriegsberichterstatter Dick Ennis begleitet. Nach der Landung, die auf kaum Widerstand trifft, fährt Ennis mit Private Movie und Corporal Rabinoff in einem Jeep nach Rom. Sie sehen unterwegs nur einen toten Deutschen, in der menschenleeren Stadt können sie sich vor einer deutschen Patrouille verbergen, die in einem Kübelwagen unterwegs ist. Nur ein Anwohner, erfreut über das Eintreffen der Amerikaner, gibt ihnen Auskünfte. Sie informieren den Kommandeur der Invasionstruppen, General Lesley, der sich aber weigert, weiter vorzustoßen. Er befürchtet, dass die Deutschen unter Generalfeldmarschall Albert Kesselring in einem Hinterhalt liegen. Kesselring hat inzwischen improvisierend Truppen zusammenziehen können und organisiert die Verteidigung. Lesleys Zögern hilft den Deutschen, ihre Verteidigungslinien zu formieren. Dadurch kommt es bei einem Angriff auf Cisterna zu schweren Verlusten unter den Alliierten.
Ennis, Movie, Rabinoff und fünf weitere Soldaten können entkommen. Bei ihrer Flucht, auch durch Minenfelder, geraten sie hinter die feindlichen Linien. Sie beobachten wie die Deutschen – wegen der alliierten Luftüberlegenheit nachts
– mit italienischen Zwangsarbeitern Verteidigungsstellungen ausbauen. Am nächsten Tag erschießt ein GI der Gruppe einen deutschen Militärpolizisten (sog. Kettenhund) und wird von dessen Kameraden gefangen genommen und getötet, als er sich wehrt. Die Männer können nachts bei einer Italienerin und ihren beiden erwachsenen Töchtern Unterschlupf finden. Die Amerikaner erhalten von ihnen Informationen über die Lage und finden heraus, dass der Brückenkopf umzingelt ist. Deutsche Soldaten treffen ein und durchsuchen das Haus, während die Amerikaner sich auf dem Speicher verbergen. In einer überraschenden Attacke töten die GIs die Landser und flüchten in Richtung Kessel. Sie versuchen, die feindlichen Linien in Richtung Anzio zu durchbrechen und geraten in ein Feuergefecht auf nächste Distanz mit deutschen Soldaten, zumeist Scharfschützen. Nur Ennis, Movie und Sergeant Stimmler kommen durch und informieren General Howard, der inzwischen Lesley abgelöst hat.
Die folgenden Kämpfe dauern vier Monate, bis die Alliierten die deutschen Linien durchbrechen und siegreich mit einer großen Parade in Rom einziehen. General Carson führt sich dabei als Kriegsheld auf, was Ennis weiter desillusioniert. Er beklagt die Inkompetenz der Kommandeure, die zu der großen Zahl toter und verwundeter Soldaten geführt hat. Er ist der Überzeugung, dass Menschen seit jeher aus Freude einander töten. Nur die Uniformen und Transportmittel hätten sich seit der Römerzeit geändert.

## Hintergrund
Gedreht wurde der Film in Italien. In den Vereinigten Staaten spielte er etwa 1,4 Millionen US-Dollar ein. Eine kleine Nebenrolle hatte Dante Maggio als Hausierer; in einem unerwähnten Kleinauftritt ist Richard Arlen als Captain Gannon zu sehen.

## Kritiken
Das Lexikon des internationalen Films meinte, „Dmytryks erfahrene Regie zielt […] nicht auf Dokumentation, sondern auf – teilweise eindrucksvolle – Unterhaltung“. Roger Ebert von der Chicago Sun-Times lobte den Film als „guten und intelligenten Kriegsfilm“, „mit einer unüblichen Klarheit in der Darstellung der militärischen Strategien“.
Negative Kritiken erhielt der Film vom Branchenblatt Variety, das die „hölzerne Darstellung, die uninspirierte Regie und das langweilige Tempo“ bemängelte.